# Solanum mortonii
Solanum mortonii är en potatisväxtart som beskrevs av Armando Theodoro Hunziker. Solanum mortonii ingår i släktet skattor som ingår i familjen potatisväxter. Inga underarter finns listade i Catalogue of Life.